# Kirchenburg Mönchsondheim

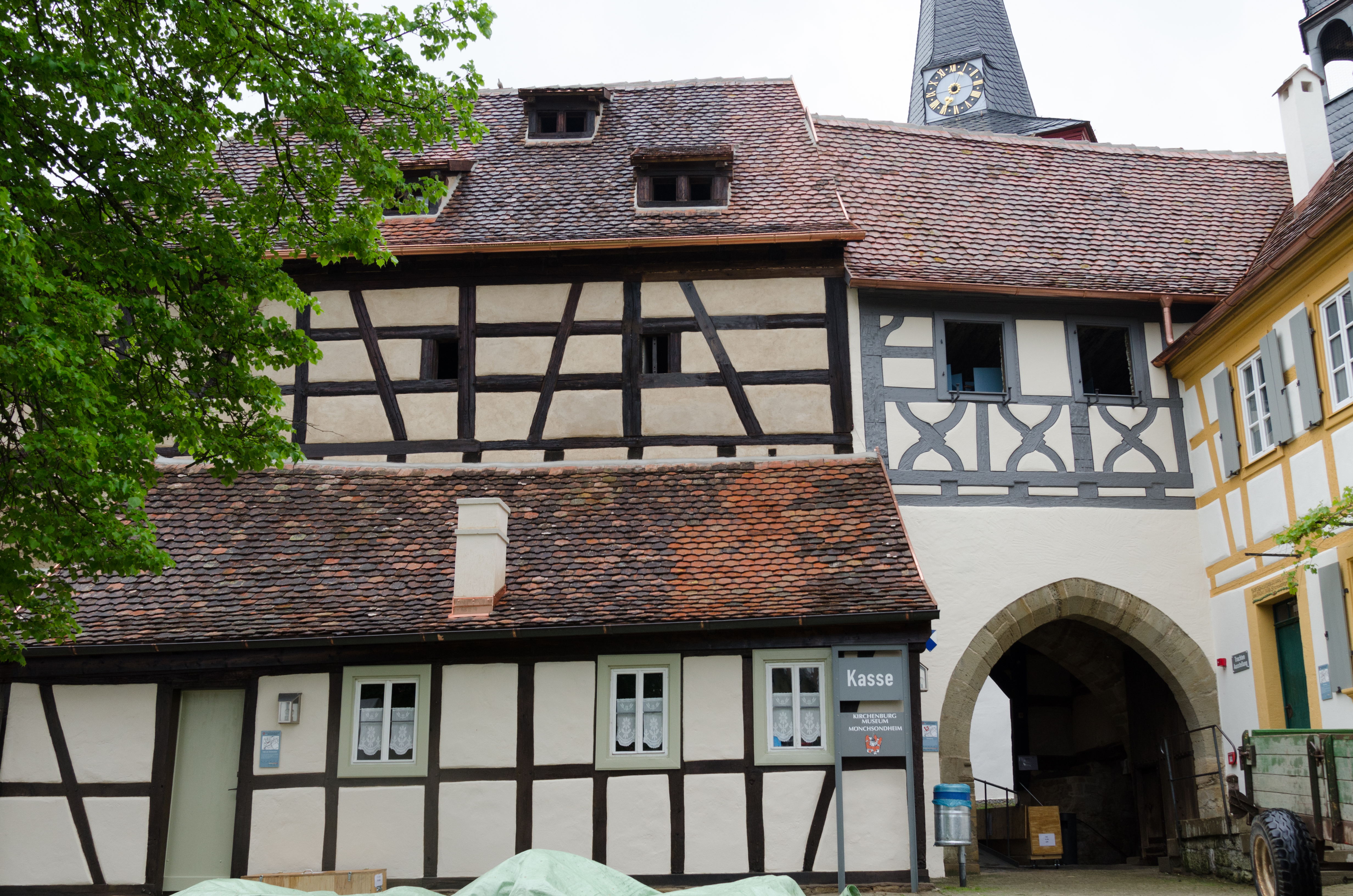
Der Eingang zur Kirchenburg

Die Kirchenburg Mönchsondheim umfasst die befestigten Bereiche des Kirchhofes um die evangelisch-lutherische Kirche St. Bonifatius des Ortes Mönchsondheim im unterfränkischen Landkreis Kitzingen. Die Anlage gilt als eine der besterhaltenen ihrer Art in Franken und ist heute Mittelpunkt des Kirchenburgmuseums Mönchsondheim.

## Lage
Die Kirchenburg bildet das Zentrum des Dorfes Mönchsondheim. Sie liegt in einiger Entfernung zu hier als Hauptstraße durch den Ort verlaufenden Kreisstraße KT 1 im Westen an einem Hang. Die beiden Straßen „An der Kirchenburg“ und „Bergstraße“ bilden einen Ring um die Anlage. Anders als bei vielen benachbarten Kirchenburgen entstand in Mönchsondheim keine nahezu rechteckige Anlage. Stattdessen bildet die Burg heute ein unregelmäßiges Vieleck. Den Mittelpunkt bildet die Bonifatiuskirche.

## Geschichte
Allgemein gehen die Kirchenburgen auf die Bedrohungen im Mittelalter zurück. Während sich Städte und reichere Dörfer mit einer Ringmauer umgaben, befestigten ärmere Gemeinden lediglich den Kirchhof, der früher zugleich als Friedhof diente. Spätestens um 1400 war der Mönchsondheimer Kirchhof befestigt. Besonders bemerkenswert ist die Tatsache, dass die Kirchenburg zumindest im Torbereich von einem Graben umgeben wurde, der wie ein echter Burggraben mit Wasser gefüllt war.
Die Kirche im Zentrum der Anlage bot mit ihrem Turm gleichzeitig einen Aussichtspunkt. So war es für die Mönchsondheimer Kirchenburg besonders ärgerlich, als der Turm der Bonifatiuskirche und mit ihm ein Teil des Gotteshauses 1638 zerstört wurde. Allerdings hatte die Anlage zu diesem Zeitpunkt bereits ihre militärische Bedeutung weitgehend eingebüßt, weil die Mauern neuesten Geschützen nicht standhalten konnten.
Die Gemeinde hielt die Kirchenburg trotzdem weiter instand und ließ 1698 sogar ein neues Torhaus erbauen. Dies ist darauf zurückzuführen, dass in den Kirchhäusern, die eng um die Kirche im Inneren an die Ringmauern angebaut wurden, die Vorräte der Mönchsondheimer gelagert werden konnten. Deshalb begann man auch im 18. Jahrhundert die Kirchhäuser und Gaden zu erneuern. Im Jahr 1975 begann man dann die immer noch von Privatleuten genutzten Häuschen in ein Freilichtmuseum umzuwandeln. Die Kirchenburg wird als Baudenkmal geführt.

## Beschreibung

### Bonifatiuskirche
Die evangelisch-lutherische Pfarrkirche im Inneren der Kirchenburg präsentiert sich heute als schlichter Saalbau mit Chorturm aus dem ausgehenden 17. Jahrhundert. Die Kirche musste zwischen 1688 und 1690 neu errichtet werden, weil das alte Gotteshaus im Dreißigjährigen Krieg beschädigt worden war. Hierzu passte man den Neubau in die bereits bestehende Kirchenburg ein. Dies erklärt die teilweise schmalen Durchgänge zwischen Kirche und den umgebenden Kirchhäusern.

### Torhaus, Mesnerhaus, Mauern und Gaden

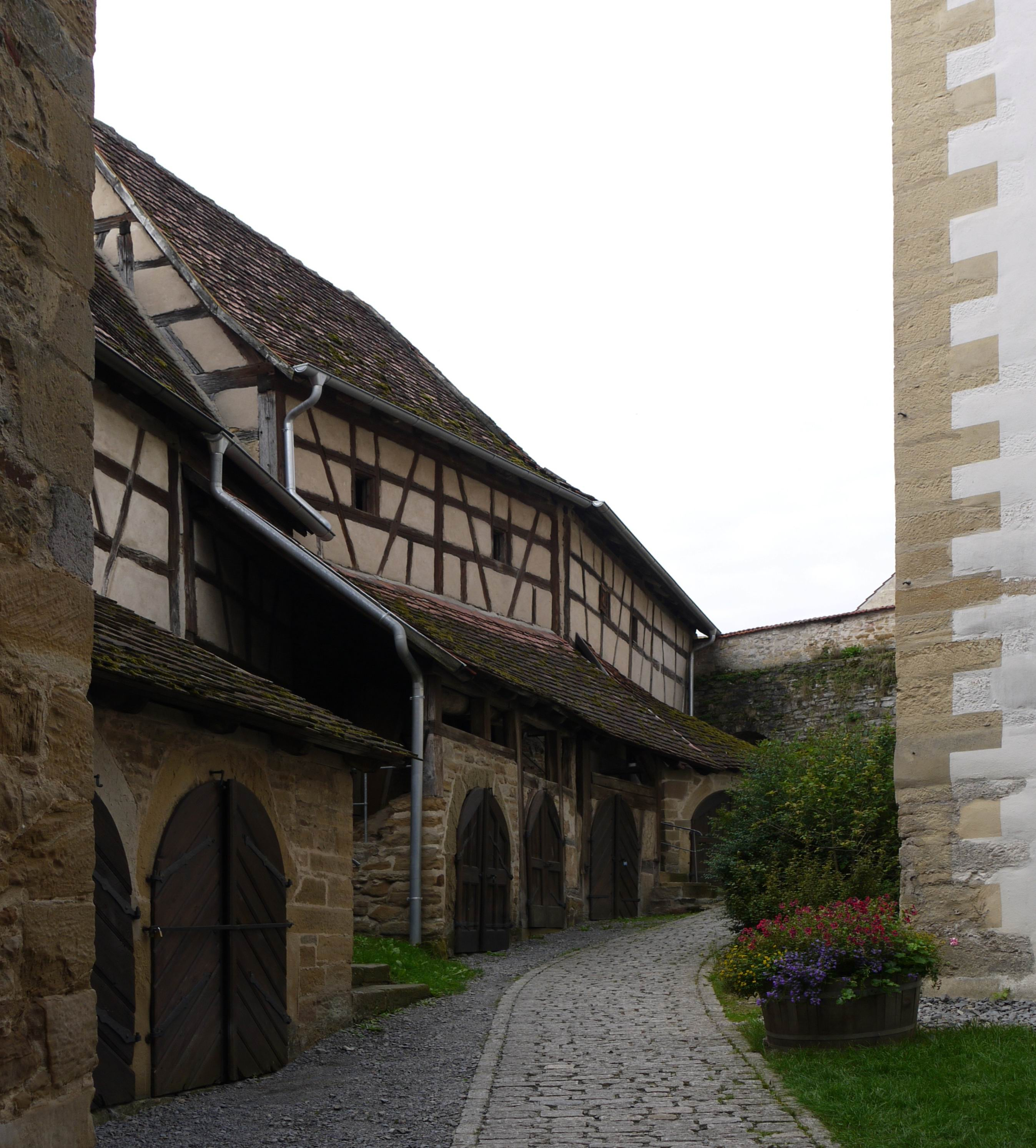
Kirchhäuser im Inneren der Kirchenburg

Den Eingang zur Kirchenburg bildet im Osten der Anlage das sogenannte Torhaus, in dem heute, wie in den anderen Bauelementen Teile der Ausstellung des Kirchenburgmuseums untergebracht sind. Das Haus präsentiert sich als Bruchsteinbau auf den ein Fachwerkobergeschoss aufgesetzt wurde. Ein spitzbogiges, hölzernes Tor mit Schlupfpforte bildet den Zugang. An das Torhaus baute man 1837 ein gleichgestaltiges Mesnerhaus an, das in Richtung Dorfplatz weg von der Kirchenburg weist. Es schließt mit einem Dachreiter ab, in dem eine Glocke schwingt, die aus der Zisterzienserabtei Ebrach stammen soll.
Die gesamte Befestigung wurde mit hohen Mauern umgeben. Besonders deutlich wird dies im Westen der Burg, wo keine Kirchhäuser an die Mauern angebaut wurden. Hier bildet das Langhaus der Kirche und die Mauern eine Einheit. Mehrere Schießscharten in der Ummauerung unterstreichen die Wehrcharakter der Kirchenburg. Besonders bemerkenswert sind jedoch die zumeist zweigeschossigen Kirchhäuser, die sich bereits aufgrund ihrer Geschossanzahl und Höhe von denen der meisten anderen Kirchenburgen in der Umgebung unterscheiden.
Sie gehen zumeist auf das 18. Jahrhundert zurück. Allerdings bezog man erhaltene Reste der Vorgängerbauten, wohl zumeist eingeschossige Gaden, mit in die neue Bebauung ein. Hinweise hierauf geben die Verblattungen der einzelnen Hölzer. Die Obergeschosse der Kirchhäuser wurden zumeist auf die Mauern aufgesetzt. Ihre Erdgeschosse sind zumeist steinsichtig und wurden aus Bruchsteinen errichtet. Die Obergeschosse besitzen häufig Fachwerk. Vorgezogene, rundbogige Kellerhälse mit Pultdächern machen deutlich, dass alle Kirchhäuser unterkellert sind.